# 조엘 모키르
조엘 모키르(영어: Joel Mokyr, 1946년 7월 26일~)는 네덜란드 태생의 유대계 미국인인 경제사학자(economic historian)이다. 현재 미국 노스웨스턴대학교(Northwestern University) 경제학 및 역사학 교수로, 이곳에서 1974년부터 강의해왔다. 1994년, 예술과학 분야 로버트스트로츠교수(Robert H. Strotz Professor of Arts and Sciences)로 임명되었다. 또한 텔아비브 대학교(University of Tel Aviv) 산하 에이탄 버글라스 경제대학원(Eitan Berglas School of Economics)의 새클러 교수 연구원(Sackler Professorial Fellow)이기도 하다.

## 어린 시절 및 학력
모키르는 네덜란드 레이덴(Leiden)에서 태어났다. 부친은 공무원이고 모친은 홀로코스트(Holocaust)에서 생존한 네덜란드계 유대인이다. 부친은 모키르가 1세 때 암으로 사망했기에, 이스라엘 하이파(Haifa)에서 홀어머니 밑에서 자랐다.
1968년 예루살렘히브리대학교(Hebrew University of Jerusalem)에서 경제 및 역사학 학사학위(B.A. in economics and history), 1972년 예일대학교(Yale University)에서 경제학 석사학위(M.Phil. in economics), 1974년 예일대학교에서 경제학 박사학위(Ph.D. in economics)를 받았다. 지도교수 윌리엄 파커(William N. Parker)의 지도 하에 박사학위논문 『1800-1850년대 네덜란드 저지대 국가 산업 성장과 침체(Industrial Growth and Stagnation in the Low Countries, 1800-1850)』를 작성하였다.

## 경력
박사학위 졸업 이후, 모키르는 1974년 미국 노스웨스턴대학교에서 일하기 시작했다. 이후 모키르는 박사과정생 학위논문 50여개의 지도 혹은 공동지도를 담당했다. 미국 경제사학지(Journal of Economic History) 편집자를 역임하였고, 경제사학회(Economic History Association) 회장을 하면서, 그는 옥스포드 경제사 백과사전(Oxford Encyclopedia of Economic History)의 주편(editor-in-chief)이기도 했다.

이어서 그는 프린스턴대학교출판사(Princeton University Press)에서 간행한 『프린스턴대학교출판사 서양경제사(The Princeton University Press Economic History of the Western World)』 시리즈의 주편을 맡았다. 경제학과장(
chair of the Economics Department)과 미국 경제사학회장을 역임하면서, 그는 미국 예술 과학 아카데미(American Academy of Arts and Sciences) 회원이자, 유럽의 여러 연구소 회원이기도 하다. 또한 『경제상업사에세이(Essays in Economic & Business History)』의 편집자이기도 하다.
2001년, 그는 네덜란드 왕립 예술 과학 아카데미(Royal Netherlands Academy of Arts and Sciences)의 외국인 회원이 되었다. 2006년, 그는 네덜란드 왕립 예술 과학 아카데미로부터 2년마다 시상하는 하이네켄상(Heineken Award) 역사부문상을 수상하였다. 2015년, 그는 발잔국제상(Balzan International Prize) 경제사부문에서 수상했다.

## 연구

### 산업혁명
모키르는 산업혁명(Industrial Revolution)이 문화(culture)와 사회제도(institution)의 결과였다고 주장한다. 그는 근대성(modernity)의 근원은 "진보의 유용성에 대한 믿음의 발상(the emergence of a belief in the usefulness of progress)"에 있으며, "지성들이 지식이 축적되는 것이라고 인식하기 시작하였을 때 전환점이 이뤄졌다(it was a turning point when intellectuals started to conceive of knowledge as cumulative)"고 주장한다.
나아가 모키르는 여러 유럽국가들(European states)이 존재하게 된 것과 관련하여, 한 국가가 기업가(entrepreneur), 혁신가(innovator), 사상신봉자(ideologue), 이교도(heretic) 등의 사상이나 활동을 탄압하려 할 경우 이들은 이웃 국가들(states)에 쉽게 도주할 수 있었다는 점에서, 정치적 분열(political fragmentation)은 번성에 대한 비통상적인 사고를 낳을 수 있다고 보았다. 즉 중국이나 인도와 같은 기술적으로 진보한 거대한 통일 제국들과 유럽을 구별하는 지점인 것이다. 중국은 인쇄술(printing press)과 활자(movable type)를 모두 가졌고, 인도는 1700년 유럽과 비슷한 수준의 과학적 기술적 발달을 이룩했다. 그러나 산업혁명은 중국도 인도도 아닌 유럽에서 발생하였다. 유럽에서, 정치적 분열과 더불어 "사상들의 통합 시장(integrated market for ideas)"이 이뤄졌다. 유럽의 지성인들은 라틴어라는 국제어(lingua franca)를 사용하였고, 유럽 고전적 유산 및 문예공화국(Republic of Letters 혹은 Respublica literaria)이라는 범유럽 학회라는 지적 기반을 공유하고 있었다.

#### 『성장의 문화』
2016년, 모키르는 『성장의 문화 : 현대 경제의 기원(A Culture of Growth: The Origins of the Modern Economy)』이라는 책을 출간하여 산업혁명에 대한 자신의 관점을 담아냈다. 책은 긍정적인 평가를 받았다. 디어드리 맥클로스키(Deirdre McCloskey)는 "영리한 책 ... 길지만 계속 흥미롭고 위트도 있다. 337페이지까지 흥미를 잃지 않는다. ... 이 책은 해변에 누워 편안히 읽을만한 것은 아니다. 하지만 이 책을 다 읽게 될 즈음이면 현대 세계에서 우리가 있는 곳에 우리가 다다르는 법에 대해 인상 깊이 알게 될 것이다"라고 평가했다. 또한 평가에서 맥클로스키는 모키르를 노벨상 자격 있는 경제과학자라고 칭송하였다.
『네이처(Nature)』지에 실린 한 평가에서, 브래드포드 드롱(J. Bradford DeLong)은 산업혁명에 대한 다른 설명 방식을 선호하지만, "내가 틀렸다해도 나는 크게 놀라진 않을 것이다. 그리고 모키르의 개요는 가장 폭넓게 정확한 분석이 될 것이다. ... 『성장의 문화』는 확실히 나로 하여금 다시 생각하게 만들고 있다"고 하였다.
캠브리지학파 경제사학자 빅토리아 베이트만(Victoria Bateman)은 다음과 같이 썼다. "국가나 시장을 넘어서는 성장 촉진 요소들을 지목하였다는 점에서, 모키르의 책은 매우 환영을 받는다. 또한 포스트 브렉시트(post-Brexit) 시기의 과학자 사회에 관한 논의들에도 반영될 수 있다. 그러나 문화에 대한 주목을 되살림으로써 특히 경제학자들 사이에서 논쟁이 될 것으로 보인다." 그러나 정의에 있어 "사회적으로 학습되는 사상으로서의 문화(culture as ideas, socially learned)"와 "유전적으로 전수되는 유산으로서의 문화(culture as inheritance transmitted genetically)" 간의 세밀한 구분은 고려되어야 한다. 이 『이코노미스트(Economist)』 기사는 구분을 명확하게 한다. 또한 이 책을 호의적으로 평가한 인물로는 다이앤 코일(Diane Coyle), 피어 브리스(Peer Vries), 마크 코야마(Mark Koyama), 엔리코 스폴라오레(Enrico Spolaore), 이코노미스트지(The Economist)이다. 조프리 호지슨(Geoffrey Hodgson)은 이 책이 "매우 적은 비범한 인물들(too few extraordinary people)"에 "너무 많은 설명 상의 무게(too much explanatory weight)"를 두었다고 비판하였다.

### 신기술에 대한 저항
모키르는 사회가 신기술에 저항하는지에 대한 이유를 세 가지로 요약하였다.
- 자신의 힘(power)이나 지대(economic rent)에 대한 위협을 두려워하는 현직자(incumbent)
- 기존 기술보다 더 광범위한 사회적 정치적 파장에 대한 우려, "비의도적 파급효과(unintended ripple effects)"
- 위험회피(risk aversion)와 손실회피(loss aversion) : 신기술은 "예측할 수도 알 수도 없는 결과(unanticipated and unknowable consequences)"를 가질 수 있음

"이 세 가지는 혁신을 방해하는 정치적 힘이나 신조를 이용하는 강력한 세력들(powerful forces)을 합병하고 창출한다. 그 결과, 기술적 진보(technological progress)는 말끔한 선형 궤적을 따르지 못한다. 수 십 년동안 사회구성주의자(social constructionist)들이 우리에게 말해 왔듯이, 기술적 진보는 어디까지나 하나의 철저한 정치적 과정인 것이다."

## 인용구
- "목적론자가 되는 것은 역사학자로서 두 번째로 최악에 해당한다. 첫 번째 최악은 유럽중심주의자가 되는 것이다(Being teleological is the second worst thing you can be as a Historian. The worst is being Eurocentric.)."

## 저작
서적
- 1976: Industrialization in the Low Countries, 1795–1850
- 1983: Why Ireland Starved: An Analytical and Quantitative Study of Irish Poverty, 1800–1851
- 1985: The Economics of the Industrial Revolution (ed.)
- 1990: Twenty Five Centuries of Technological Change: An Historical Survey
- 1990: The Lever of Riches: Technological Creativity and Economic Progress
  - Review article: "The Great Conundrum", The Journal of Modern History Vol 62, No. 1, March 1990
- 1991: The Vital One: Essays in Honor of Jonathan Hughes (ed.)
- 1993: The British Industrial Revolution: an Economic Perspective (ed.)
- 2002: The Gifts of Athena: Historical Origins of the Knowledge Economy
- 2003: The Oxford University Press Encyclopedia of Economic History (Editor in chief)
- 2009: The Invention of Enterprise: Entrepreneurship from Ancient Mesopotamia to Modern Times (Co-editor)
- 2009: The Enlightened Economy: An Economic History of Britain 1700–1850
- 2010: The Birth of Modern Europe: Culture and Economy, 1400–1800: Essay in Honor of Jan de Vries(co-editor with Laura Cruz)
- 2016: A Culture of Growth: The Origins of the Modern Economy
- 2017: Economics in the Test of Time: Issues in Economic History (with Amira Ofer), in Hebrew, 2 volumes.
- TBA: Why Britain? A new view of the Industrial Revolution. With Morgan Kelly and Cormac Ó Gráda
- TBA: Two Paths to Prosperity: Culture and Institutions in Europe and China, 1200-2000. With Avner Greif and Guido Tabellini

## 같이 보기
- 디어드리 맥클로스키
- 얀 드 브리스
- 케네스 포메란츠